# Francesco dall'Ongaro
Francesco Dall'Ongaro (19 de junio de 1808, Mansuè - 10 de enero de 1873, Nápoles) fue un escritor, poeta y dramaturgo italiano.

## Biografía
Nacido en Mansuè, Véneto, Dall’Ongaro fue educado para ser sacerdote, pero abandonó las órdenes y fundó en Trieste el Favilla, un periódico político liberal.
En 1848, se alistó a las órdenes de Garibaldi, y al año siguiente fue miembro de la asamblea que proclamó la República Romana, dirigiendo Mazzini la ceremonia.
A la caída de la república, huyó a Suiza, después a Bélgica y más tarde a Francia, donde desempeñó un papel destacado en el periodismo revolucionario; no regresó a Italia hasta 1860, cuando fue nombrado profesor de literatura dramática en Florencia. Mantuvo correspondencia con Niccolo Tommaseo.

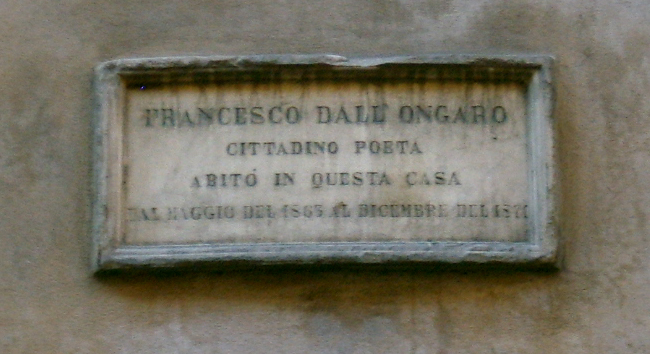
Placa a Francesco Dall'Ongaro en la casa en que vivió, en via San Niccolò, Florencia

Posteriormente fue transferido a Nápoles, donde murió en 1873.
Sus poemas patrióticos, Stornelli, compuestos en su juventud, tuvieron un gran éxito popular; y escribió varias obras de teatro, destacando Fornaretto, Bianca Cappello, Fasma e Il Tesoro. Su recopilación, Fantasie drammatiche e liriche, fue publicada estando él con vida.

## Obra
- Il Venerdi Santo : escenas de la vida de L. Byron : canto / de Francesco Dall'Ongaro - Padua - 1837

- Odi quattro alla amica ideale / de Francesco Dall'Ongaro - Venecia - 1837

- La luna del miele : scene della vita conjugale / [Dall'Ongaro] - Trieste - 1838

- Un duello sotto Richelieu : melodrama en dos actos : representado en el I.R. Teatro alla Scala otoño 1839 / [música del maestro Federico Ricci] - Milano: Ricordi, Giovanni Truffi, Gaspare, 1839

- La maschera del Giovedì grasso : balada inédita / di F. Dall'Ongaro - Udine - 1843

- Poesie scelte /di Francesco Dall'Ongaro - Firenze - 1844

- La memoria. Nuove ballate di Francesco dall'Ongaro con note storiche (Venecia, Tip. Merlo) s.d. (ma 1844).

- Il fornaretto : drama histórico / di Francesco Dall'Ongaro - Trieste - 1846

- Viola tricolor : escenas familiares / de F. Dall'Ongaro - Padua - 1846

- Il Venerdi santo : vida de lord Byron : con algunos cantos sacros / di Francesco Dall'Ongaro - Torino - 1847

- Il Bucintoro / [Dall'Ongaro! - [S.l.S.l. Tip. sucesores de Le Monnier, s.d.

- I dalmati : dramma / di Francesco Dall'Ongaro - Torino - 1847

- Opere complete di Francesco Dall'Ongaro - Torino - 1846-1847

- La bandiera tricolore /Parole di: Francesco Dall'Ongaro/Musica di: Cordigliani /1848 (circa)

- Inno repubblicano / di Francesco Dall'Ongaro - [Roma? - 1849?]

- Canti popolari di Francesco Dall'Ongaro : (1845-1849) - Capolago - 1849

- Venezia : 11 de agosto de 1848, memoria histórica / de Francesco Dall'Ongaro - Capolago - 1850

- Nuovi canti popolari : raccolti e accomodati alla musica / per cura di F. Dall'Ongaro - Italia - 1851

- Figlie del popolo : novela / di Francesco Dall'Ongaro - Torino - 1855

- È Garibaldi : canción / di F. Dall'Ongaro - Firenze - 1859

- Petrarca alla corte d'amore : drama lírico / Giulio Roberti; libreto: F. Dall'Ongaro - Torino: Fodratti fratelli, 1859

- Se siete buona come siete bella / stornello toscano di Francesco Dall'Ongaro ; posto in musica da Carlotta Ferrari da Lodi - Torino - [186.?]

- Il diavolo e il vento : balada / de F. Dall'Ongaro - Firenze - 1860

- Bianca Cappello : drama en cinco actos, versos / de F. Dall'Ongaro - Torino - 1860

- I volontari della morte : balada / de Francesco Dall'Ongaro ; [con escritos de P. Thouar] -Firenze - 1860

- Pio IX / por Francesco Dall'Ongaro - Torino - 1861

- I volontari della morte : balada / di Francesco Dall'Ongaro - Firenze - 1861

- Baron Ricasoli, primer ministro de Italy : biografía / del italiano F. Dall'Ongaro - Londres - 1861

- Stornelli italiani / Francesco Dall'Ongaro - Milano - 1862

- La resurrezione di Marco Cralievic : fantasía dramática / di Francesco Dall'Ongaro - Firenze, Tip. Garibaldi - 1863

- L' ultimo barone : crónicas teatrales históricas tomadas de la veneciana del siglo XVII / por F. Dall'Ongaro - Torino - 1863

- Il sogno di Venezia : escenas líricas / de Francesco Dall'Ongaro - Napoli - 1864

- Garibaldina himno de guerra de los voluntarios italianos, con una carta del general Garibaldi / [Dall'Ongaro] - Firenze - [1866?]

- Istoria del diavolo : dichos a la Liga de las lecturas científicas y literarias en Milán / de Francesco Dall'Ongaro - Milán - 1865

- I gesuiti giudicati da se medesimi : documentos y asuntos concernientes a la compañía de Jesús / prefacio y notas del profesor F. Dall'Ongaro - Milán Firenze - 1865

- Sei canti nazionali / di F. Dall'Ongaro - Firenze - 1866

- Fantasie drammatiche e liriche / di Francesco Dall'Ongaro - Firenze - 1866

- Acqua alta : comedia / de Francesco Dall'Ongaro - Venezia - 1867

- Clementina Cazzola : registros / Dall'Ongaro Francesco - Firenze - 1868

- L' arte italiana a Parigi nell'esposizione universale del 1867 : registros / de F. Dall'Ongaro - Firenze - 1869

- Viva l'Italia: 25 de diciembre de 1870 / \Dall'Ongaro! - Firenze - 1870

- Il sogno di Garibaldi / Francesco Dall'Ongaro - Firenze - [1871?]

- Le tre giornate d'Italia nell'anno 1870 / F. Dall'Ongaro - Milano - 1871

- A Eugenio Agneni per il suo quadro le ombre dei grandi toscani : sueño de un exiliado /F. Dall'Ongaro! - Paris - 1857

- Studj critici sul teatro indiano / por Francesco Dall'Ongaro - Firenze - 1873

- Scritti d'arte / di Francesco Dall'Ongaro - Milano Napoli - 1873

- La betulia liberata : poema inédito / di Francesco Dall'Ongaro - Venecia - 1874

- L'amante di richiamo : melodramma cómico / Federico Ricci ; libreto: F. Dall'Ongaro - Torino: Fodratti

- Guglielmo Tell : drama inédito en cinco actos / _Di] Francesco dall'Ongaro - Milano - 1876

- Il convito di Baldassare / libreto en 4 actos de Francesco Dall'Ongaro ; música de Giorgio Miceli. Representado por primera vez en el R. Teatro S. Carlo, stagione  - Nápoles - 1878

- Stornelli politici e non politici / Dall'Ongaro - Milán Tipografia P. B. Bellini e C. - 1883

- Alghe della laguna : rima vernácula, de F. Dall'Ongaro - Venezia - 1876

- Novelle vecchie e nuove / F. Dall'Ongaro - Firenze - 1890

- Racconti - Firenze Successori Le Monnier - 1890

- L' addio e le rimembranze : [Componimenti poetici] - Udine - 1893

- Il Fornaretto di Venezia : drama histórico ...